# Herbert May
Herbert May (* 9. Januar 1926; † 10. Mai 2012) war ein deutscher Basketballfunktionär und -schiedsrichter. Er war einer der Basketballvorreiter in der Stadt Berlin.

## Laufbahn
Im Sommer 1949 wurde auf Mitinitiative von Herbert May der Berliner Basketball-Verband ins Leben gerufen, dies geschah noch vor der Gründung des Deutschen Basketball-Bundes (DBB). Mays Privatwohnung diente als erste Geschäftsstelle des Berliner Verbandes und ab 1950 zugleich als Geschäftsstelle des DBB. May war in dieser Zeit Geschäftsführer beider Verbände. Im Oktober 1949 wurde May Spartenleiter des Berliner Basketball-Verbandes, Mays Wohnung war 1953 auch Ort der Gespräche zwischen dem Vorsitzenden des Deutschen Basketball-Bundes, Gerhard Nacke-Erich sowie Günther Heinze, dem Präsidenten der Sektion Basketball der DDR. Erich-Nacke und Heinze verhandelten dort über einen gemeinsamen Spielbetrieb.
Im Mai 1954 wurde May, der ab 1951 Mitglied der Deutschen Olympischen Gesellschaft war, erstmals Schriftführer des Deutschen Basketball-Bundes, von 1957 bis 1962 gehörte er als Bundesschiedsrichterwart zum DBB-Vorstand. May wurde als Schiedsrichter auf internationaler Ebene eingesetzt und später zum Ehrenschiedsrichter der FIBA ernannt. Im Berliner Basketball-Verband hatte May zahlreiche Ämter inne, Vorsitzender wurde er jedoch nie. Bis 1983 fungierte er als Geschäftsführer des Berliner Verbandes. Bereits 1974 wurde er mit der Goldenen Ehrennadel des Deutschen Basketball-Bundes ausgezeichnet. Auf Vereinsebene war der bis 1988 beruflich im Versicherungswesen tätige May lange Geschäftsführer des DTV Charlottenburg; nach seinem Ausscheiden beim Berliner Verband wurde er 1983 vom DTV-Präsidenten Siegfried Dupuis zum damaligen Bundesligisten geholt, May übernahm dort die Leitung des überregionalen Spielbetriebs. Bis 1996 gehörte er zum Vorstand der Sportarbeitsgemeinschaft Charlottenburg. 2008 wurde May die Bürgermedaille des Bezirkes Charlottenburg-Wilmersdorf verliehen.